# Église Saint-Spyridon de Iași
L'église Saint-Spyridon de Iași a été construite entre 1747 et 1752 et présente une composition similaire à l'église du Monastère Frumoasa. On y remarque des influences néo-gothiques, mais aussi des influences russes. L'église a servi de chapelle aux malades à  l'hôpital « Saint-Spyridon », le premier hôpital de Moldavie, construit au milieu du XVIIIe siècle .

## Historique
L'église a été construite grâce aux soutiens conjoints du boyard Ștefan Bosie, de l'hetman Vasile Ruset et du marchand Anastasie Lipscanul de Corfou. Elle a été rénovée à plusieurs reprises. Après le tremblement de terre de Vrancea du 26 octobre 1802 (le plus puissant que la Roumanie ait jamais connu), elle a été sévèrement endommagée et a dû être détruite en 1804 avant d'être intégralement reconstruite 1807. Ensuite, elle a bénéficié de réparations en 1862, 1938 et 1976, poursuivies par celles de 1990, grâce aux efforts du prêtre Neculai Stoian.
Le clocher a été édifié en 1786, selon la forme de la coiffe en roseau que portait Saint Spyridon. Les fondateurs ont également créé l'hôpital à côté de l'église, le premier à Iași, en 1757, sous le règne du voïvode Constantin Racoviță, qui a promulgué l'acte à cet effet.
Dans l'architecture de l'église, le rectangle prédomine dans tous les espaces. L'intérieur possède une nef centrale encadrée par neuf petites nefs latérales. La peinture murale sur les pendentifs du dôme représente les quatre évangélistes. Le dôme de la nef est peint et représente le Christ pantocrator et l'autel l'image de la Sainte-Trinité. Le marbre d'imitation rehaussé des ornements intérieurs date de 1863.
La peinture de l'iconostase a été réalisée, à la même période que l'église, par l'artiste Eustatie Altini. En 1863, l'iconostase a été réparée et polie à l'or grâce à l'intervention du logothète Dimitrie Ghica. L'église possède un patrimoine inestimable : objets de culte en métaux précieux, vêtements liturgiques, livres de culte recouverts d'argent doré et ornés de scènes bibliques représentatives exécutées en émail, donnés à l'église par des personnalités qui ont franchi le seuil de ce lieu saint.

## Cişmelele
Près du clocher se trouvent les deux fontaines avec des inscriptions en turc, grec et roumain, qui attestent qu'en 1765, sous le règne de Grégoire Alexandre Ghica III (tué par les Turcs en 1777), de l'eau a pu être amenée dans la ville grâce à des canalisations en argile cuite.